# Friedmann Peak
Der Friedmann Peak ist ein markanter und 1920 m hoher Berg im ostantarktischen Viktorialand. In den Darwin Mountains ragt er im Zentrum des Kennett Ridge auf.
Das Advisory Committee on Antarctic Names benannte den Berg 2001 nach der Mikrobiologin Roseli Ocampo Friedmann (1937–2005) von der Florida Agricultural and Mechanical University, die in fünf antarktischen Sommerkampagnen in den Antarktischen Trockentälern tätig war und dabei 1976 gemeinsam mit ihrem Ehemann Imre Friedmann (1921–2007) endolithische Mikroorganismen im Sandsteinschichten der sogenannten Beacon Supergroup nachweisen konnte.